# Kvartirna hiša
Kvartirna hiša je služila za nastanitev vojakov, ki so občasno prihajali v Celje. Na renesančnem portalu je imela s celjskimi zvezdami vklesano letnico 1573.
Kvartirna hiša je zgodovinski objekt, lociran v celjskem Starem mestnem jedru, na Gosposki ulici 3.
Območje Gosposke ulice velja za eno izmed najstarejših mestnih predelov, saj je tod že v rimskem obdobju potekala glavna mestna vpadnica (decumanus maximus) iz vzhodne smeri. Zasnovo objekta bi tako lahko umestili v obdobje začetka rimske Celeie (1. stoletje), vendar pa so najstarejši ohranjeni gradbeni detajli (kletni prostori z obokanim stropom) iz srednjeveškega obdobja (14. stoletje).

### Opis
Današnji objekt je nastal s prezidavami in združitvijo dveh starejših hiš, verjetno v drugi polovici 15. stoletja . Južni objekt je ohranil starejše elemente zidave (obokani stropi, preklade, sledi starejših prezidav). Severni objekt, ki je bil na novo pozidan v prvi polovici 16. stoletja, pa ima izredno lepo ohranjene renesančne detajle: fasadna poslikava objekta, »firbec okno« in pieta v ulični fasadni niši, leseni stropi v pritlični in prvi etaži objekta, ostanki fresk v prvem nadstropju objekta. Iz tega obdobja so tudi obokan strop v veži, zasnova atrijskega dvorišča in mogočni portal, nanizan iz masivnih kvadrov iz peščenjaka, ki v svojem sklepniku nosi celjski mestni grb in letnico 1573. Na levi strani prehoda iz veže na dvorišče objekta je vzidana marmornata plošča iz poznorimskega obdobja, ki nosi napis nekemu Maksimusu.
Masivna vhodna vrata, ki so zapirala vhod iz ulice, so izginila sredi 80-ih letih 20. stoletja, kmalu po tem, ko je bila izvedena zadnja obsežnejša obnova objekta. Takratni stanovalci in uporabniki poslovnih prostorov so uničili tudi sam portal. Z žaganjem peščenjakovih kvadrov so vhod razširili za potrebe uvoza z avtomobili in poltovornjaki ter s tem uničili enega bistvenih poudarkov renesančnega objekta.

### Namembnost
Objekt je bil od svojega začetka v lasti mesta. Koncem srednjega veka je služil namenu nastanjanja najemniških vojakov, ki so tu stanovali navadno v mirnih obdobjih, ko zanje ni bilo dela. Tako so dobili svoj začasni prostor, svoj kvartir (od tod poimenovanje stavbe), ki pa ni bil nujno rezerviran samo za samske vojake. Mnogi so na ta način s seboj, poleg premoženja, selili tudi svoje družine. Brezposelni vojaki so lahko pomagali pri nujni obrambi mesta ali opravljali različna pomožna dela, saj se kot »nezapriseženi« meščani niso smeli ukvarjati z obrtjo, gostinstvom ali trgovino. Iz virov, ki sicer niso vezana na Celje pa izvemo, da so tovrstni kvartirji lahko postali tudi središče kriminala različnih vrst in so jih zato marsikje celo ukinili.
Po vojaški reformi cesarice Marije Terezije (vladala je med 1740 in 1780), ki je drago najemniško vojsko ukinila in namesto nje ustanovila redno, rekrutno vojsko, so kvartirne hiše po mestih izgubile prvotni namen.
Kvartirje so nadomestile velike vojašnice, kakršna je v Celju nastala iz nekdanjega Mestnega gradu Celjskih knezov (današnji Knežji dvor).
Mesto je Kvartirno hišo prodalo že leta 1785. Kupil jo je Ivan Zima (nem. Sima). V lasti njegove družine, ki je tu imela priznano pekarno, je ostala skoraj naslednjih sto let. Družina je očitno zašla v dolgove, saj je bila Kvartirna hiša na zahtevo celjske Mestne hranilnice leta 1879 prodana na dražbi. Kupila sta jo inž. Mihael Vošnjak in njegova žena Henrieta. Že 1887 je hiša dobila novega lastnika, Ivana Petra pl. Reininghausa, nato leta 1903 Roberta Zanggerja in leta 1932 družino Krošelj.
Med 2. svetovno vojno je hišo zasegla nemška vojska, nakar je bila po vojni vrnjena lastnikom, nato pa prodana celjski občini. V njej so bila v nadstropjih stanovanja, v pritličju pa trgovski in obrtniški lokali.

#### Zadnja obnova
Zadnja temeljita obnova objekta je bila sredi 80-ih let 20. stoletja. Ob atrijskem dvorišču, na mestu nekdanjih gospodarskih traktov Kvartirne hiše, so pozidali nov stanovanjski objekt.
Obnova nekdanje Kvartirne hiše je potekala pod skrbnim nadzorom celjske enote Zavoda za varovanje naravne in kulturne dediščine. Pod sekundarnimi stropi izpraznjenih stanovanj v prvem nadstropju so se pokazali originalni leseni renesančni stropi, ki so bili v izvrstnem stanju. V starejšem objektu so bili še ohranjeni obokani stropi. V prvem nadstropju so bili pod beleži odkriti fragmenti renesančnih fresk.
Lepo obnovljene prostore Kvartirne hiše z ohranjenimi kakovostnimi renesančnimi in gotskimi detajli je mestna občina prvotno namenila prostorom Zavoda za varovanje naravne in kulturne dediščine, ki pa se je medtem že vselil v prostore na Glavnem trgu 1.
Za Kvartirno hišo so tako poiskali novo vsebino, oziroma različne poslovne najemnike, ki so tu delovali približno od 1990 do 2010: pritličje z vhodi z ulice so zapolnile trgovine in obrtna delavnica, v prvem nadstropju je delovala zasebna prodajno-umetniška galerija Mozaik, v drugem nadstropju pa razvpiti nočni lokal Račka.

### Sodobna vsebina
Današnjo vsebino je objekt pridobil v zadnjem desetletju. V drugem nadstropju se nahaja Erotična galerija Račka, v dvoriščnem delu prvega nadstropja je rezidenčno stanovanje za gostujoče umetnike (Artist in residence). Z obema upravlja JZ Celeia. V pritličju ima svoje prostore mestna medgeneracijska pisarna v upravljanju JZ Socio.
Prostore nekdanje galerije v prvem nadstropju je leta 2011 v trajno last pridobilo Turistično društvo Celje (od 2014 Turistično in kulturno društvo Celje), ki je z ustanovitvijo leta 1871 najstarejše tovrstno društvo v Sloveniji. V društvenih prostorih se zdaj izvajajo različni kulturni projekti (prireditve, predavanja, delavnice in koncerti), predvsem pa je atraktivna Galerija Kvartirna hiša.
V svoje prostore je turistično društvo umestilo še stalno muzejsko postavitev Celjska zgodba / Celje Story s celopostavnimi figurami znamenitih Celjank in Celjanov ter prizorišče animacijsko-turistične predstavitve Čajanka Sofije Hess. V okviru društva deluje tudi Srednjeveška skupina Celjani.

### Kvartirna hiša in Alfred Nobel[4]
V času, ko je hišo imela v lasti še zadnja predstavnica družine Zima, Helena Zima, je bilo v prvem nadstropju ugledno najemniško stanovanje.
Že od leta 1873 so ga zasedali ugledni trgovec z lesom Heinirch Hess in njegova številčna družina (v družini je bilo kar 7 otrok). Iz Dunaja priseljeni moravski judje so se v celjski meščanski družbi hitro uveljavili.
Kar dve njegovi hčerki sta v Celju našli može: Amalia, ki se je leta 1874 poročila z Albertom Brunnerjem (ustanovitelj in prvi ravnatelj Cinkarne v Celju), in Bertha, ki se je leta 1876 poročila z Wilhelmom Goldmannom (prvi urednik časopisa v nemškem jeziku Zillier Zeitung). Očetov šarm (baje je Heinrich zelo lepo pel in bil sploh radoživega in nemirnega duha) je verjetno podedovala njegova najstarejša hči Sofija, ki je Celje že kmalu po prihodu zapustila in iskala srečo na Dunaju. V Badnu, ki je bil takrat eno izmed mondenih srečališč dunajske smetane, je kot prodajalka v neki cvetličarni spoznala najbogatejšega Evropejca tedanje dobe, Alfreda Nobela.
Tako se je leta 1877 začela njuna viharna in skrivna veza, ki je trajala skoraj 20 let. Sofija se je sprva skušala prilagoditi Alfredovemu načinu življenja. Ker se je Alfredu zdela pomanjkljivo izobražena in omikana za njegov krog znancev in sorodnikov, jo je skrbno skrival v svoja luksuzna stanovanja v Parizu, Bad Ischlu in na Dunaju. Vendar Sofijina radoživost jo je sčasoma le osvobodila zlate kletke. Naveličana od čakanja, da bi postala Frau Nobel, je ubrala svoja pota, potovala in si iskala svoj krog prijateljev. S tem je Alberta precej jezila, a ne dovolj, saj ji je še naprej omogočal dovolj finančne podpore. V obdobju med 1886 do 1892 je Albert finančno pomagal tudi njenim sorodnikom, celo očetu Heinrichu in Sofijini polsestri Olgi.
Tudi, ko je leta 1892 Sofija zanosila in se nato poročila z madžarskim prodajalcem šampanjca Nicolausom Kapyem von Kapivarjem, ji je Alfred Nobel na prošnje njenih sorodnikov še naprej nudil finančno podporo.
V oporoki iz leta 1895 ji je namenil doživljenjsko letno rento v višini 6.000 goldinarjev, kar pa na luksuz navajeni Sofiji ni bilo dovolj. Po Albertovi smrti leta 1896 in po razgrnitvi njegovega testamenta, ko je večino premoženja zapustil Nobelovemu skladu, je Sofija Alfredovo družino izsiljevala še za dodatno gotovino. Grozila je, da bo objavila vseh 218 pisem, ki sta si jih tekom dveh desetletij prijateljevanja izmenjala. Izplačali so ji 12.000 goldinarjev, ob tem pa se je morala zavezati, da bo o njuni vezi molčala.
Sofija se seveda nikoli ni vrnila v Celje, čeprav je tu še živela njena sestra Amalija z družino. Umrla je leta 1922 na Dunaju, sama in revna.
Turistično in kulturno društvo Celje je oktobra leta 2013 v zidno nišo ob portalu namestilo doprsni kip Alfreda Nobela. Dogodek je bil del proslave ob 140. obletnici ustanovitve Cinkarne v Celju, saj je Alfred Nobel pripomogel k uspešnejšemu zagonu in delovanju te pomembne kemične tovarne na Slovenskem. Preko Sofije je Alfred Nobel spoznal tudi takratnega ustanovitelja Cinkarne, Alberta Brunnerja (bil je mož Sofijine sestre Amalije), s katerim sta si večkrat dopisovala in izmenjevala poslovne izkušnje.